# 耶律特里
耶律特里（?—?），为契丹（遼朝）皇族，辽道宗耶律洪基第三女。母親宣懿皇后萧观音。
耶律特里封越国公主，下嫁萧酬斡。大康八年（1082年），因为驸马都尉萧酬斡得罪，耶律特里和他离婚。大安初年，改嫁萧特末。1090年生萧仲恭，1092年生萧仲宣。乾统初年，耶律特里进封秦晋国大长公主，后徙封梁宋国大长公主，萧特末为都统，与金国人作战，在石辇铎被擒。耶律特里从天祚帝出奔。第二年，天祚帝留公主在应州守辎重。金国人围攻，耶律特里投奔行在所，天祚帝潜逃，耶律特里为金人所获。后萧仲恭、萧仲宣两子皆在金朝为高官。

## 传記資料
- 《遼史》公主表